# Parahephaestion
Parahephaestion é um género de besouro da família Cerambycidae, do qual fazem parte as seguintes espécies:
- Parahephaestion brasiliensis (Melzer, 1923)
- Parahephaestion malleri (Melzer, 1930)
- Parahephaestion zikani (Melzer, 1923)